# Attero Dominatus
Attero Dominatus ist das zweite Studioalbum der schwedischen Heavy-Metal-Band Sabaton. Der lateinische Name des Albums soll „Zerstöre die Tyrannei“ bedeuten, ist so jedoch grammatikalisch falsch. Wie bei Primo Victoria handelt es sich um ein Konzeptalbum, dessen Texte Themen aus verschiedenen Kriegen, u. a. aus dem Zweiten Weltkrieg, behandeln. Das Album erreichte Platz 16 der schwedischen Album-Charts.

## Entstehung
Wie bei allen Sabaton-Alben komponierte Sänger Joakim Brodén die Stücke. Auf der Grundlage seiner Demoaufnahmen wurden die Stücke bei den Proben der Band gemeinschaftlich arrangiert. Anschließend verfassten Brodén und Bassist Pär Sundström die Liedtexte. Ursprünglich sollte das Album als Teil von Primo Victoria als Doppelalbum erscheinen, etwa die Hälfte der Lieder von Attero Dominatus waren bereits fertig. Dieses Vorhaben scheiterte wie auch die zeitgleiche Veröffentlichung beider Alben an den finanziellen Mitteln des damaligen Plattenlabels der Band. Textlich befasst sich die Gruppe in mehreren Stücken mit Themen aus dem Zweiten Weltkrieg. Attero Dominatus handelt von der Schlacht um Berlin, in Nuclear Attack geht es um die Atombombenabwürfe auf Hiroshima und Nagasaki und in Rise of Evil wird die „Machtergreifung“ Hitlers beschrieben. Der Text von In the Name of God handelt vom islamistischen Terror von Osama bin Laden, während We burn über den Balkankrieg aus der Sicht von Slobodan Milošević berichtet. Weitere Themen sind der Grabenkrieg im Ersten Weltkrieg (Angels Calling) und der Falklandkrieg (Back in Control). Light in the Black soll den Blauhelmsoldaten der UNO Tribut zollen. Das letzte Lied des Albums Metal Crüe ist das einzige Stück, in dem es nicht um Kriegsthemen geht, der Text besteht überwiegend aus Namen verschiedener Metalbands.
Veröffentlicht wurde das Album am 26. Juli 2006, am 29. Januar 2008 erschien es auf dem nordamerikanischen Markt. Nachdem Sabaton von Nuclear Blast unter Vertrag genommen worden war, erschien am 24. September 2010 ein Re-Release des Albums. In den ersten zwei Wochen nach Erstveröffentlichung wurden mehr als 5.000 Exemplare des Albums verkauft. Zum Titellied wurde in Umeå von Owe Lingvall, Schlagzeuger der Band Nocturnal Rites, ein Musikvideo gedreht.

## Titelliste
1. Attero Dominatus – 3:43
2. Nuclear Attack – 4:10
3. Rise of Evil – 8:19
4. In the Name of God – 4:06
5. We Burn – 2:55
6. Angels Calling – 5:57
7. Back in Control – 3:14
8. Light in the Black – 4:52
9. Metal Crüe – 3:42

Zusätzliche Lieder der „Re-Armed“-Version:
1. Für immer (Doro-Cover) – 4:36
2. Långa Bollar På Bengt (Svenne Rubins Cover) – 2:52
3. Metal Medley (Live in Falun 2008) – 6:12
4. Nightchild – 5:12
5. Primo Victoria (Demo Version) – 4:11

## Kritiken
Michaela Putz von laut.de charakterisiert die Musik des Albums als „temporeichen Powermetal ohne viel Geschnörkel“. Sie lobt das virtuose und abwechslungsreiche Gitarrenspiel sowie das „düstere und kraftvolle“ Organ von Sänger Joakim Brodéns.
Lars Strutz von powermetal.de hebt ebenfalls die Gesangsleistung von Brodén hervor und meint, dass das Album insgesamt melodiebetonter sei als der Vorgänger Primo Victoria.